# Symphonie no 3 de Bernstein
Kaddish
Pour les articles homonymes, voir Symphonie no 3.
La Symphonie no 3 « Kaddish » est une œuvre pour orchestre, chœur mixte, chœur d'enfants, récitant(e) et soprano solo du compositeur américain Leonard Bernstein écrite en 1963 et révisée en 1977. Les paroles sont de Leonard Bernstein et en partie celles du kaddish, prière hébraïque de louange en l'honneur de Dieu. La symphonie est dédiée « à la bien-aimée mémoire de John F. Kennedy ».
En ces temps de guerre froide où la perspective d'un anéantissement de l'humanité est tangible (crise des missiles de Cuba, 1962), le besoin de foi est un thème qui inspire Bernstein dans ses symphonies Jeremiah et The Age of Anxiety; le troisième volet Kaddish est, selon son ami le compositeur David Diamond, cette prière de paix que Bernstein veut offrir à tous,.

## Historique
Après l'immense succès du drame musical West Side Story (1957), Bernstein se sent comme incapable de faire aussi bien. Sa dernière œuvre pour le concert, Serenade pour violon et orchestre, date de 1954. Il projette puis abandonne un opéra sur la période des faux messies et les mouvements hassidiques au XVIIIe siècle en Russie et en Pologne. La Fondation Koussevitzky lui avait commandé en 1955, alors que Charles Munch était directeur de l'Orchestre symphonique de Boston, une œuvre pour le 75e anniversaire de l'orchestre et Bernstein avait promis d'écrire un concerto pour piano sans jamais y parvenir. Au début de 1962, Bernstein envisage une œuvre beaucoup plus sérieuse qui allait devenir sa troisième symphonie. Humphrey Burton remarque que cette œuvre germait déjà dans les pensées de Bernstein alors qu'il célébrait le 70e anniversaire de son père en janvier de cette même année dans une yechiva loubavitch de Boston. Orateur principal de la soirée, il parlait des liens entre un père et son fils, les comparant parfois à la relation de l'homme à Dieu, discutant en particulier du moment où chaque fils défie son père, retournant heureusement à lui, se sentant plus proche et plus en sécurité qu'auparavant. Les relations de Bernstein avec son père avaient été difficiles dans sa jeunesse, ce dernier faisant barrage à sa carrière musicale. Alors que sa femme était enceinte de leur troisième enfant, Bernstein admettait que devenir père lui-même l'avait amené à mieux comprendre son propre père et, se rappelant un de ses premiers essais de composition, il amusa les invités en jouant une nouvelle variation intitulée Méditation sur un thème pieux que mon père chantait sous la douche il y a trente ans qui allait bientôt faire partie de sa nouvelle symphonie.
En avril 1961 s'ouvre le procès d'Adolf Eichmann qui conscientise les juifs américains au sujet du traumatisme de l'anéantissement. À cette époque, Bernstein est aussi membre du “Committee for a SANE Nuclear Policy” et participe, en mars 1962, à la marche de Washington menée par Harry Belafonte et Helen Gahagan Douglas contre le développement de l'arsenal nucléaire ; il aide au parrainage de l'annonce dans le New York Times. Cela contrarie le président Kennedy qui n'assiste pas au concert inaugural dirigé par Bernstein pour le nouvel auditorium du Lincoln Center for the Performing Arts. La crise des missiles de Cuba survient du 14 au 28 octobre 1962 et mène les États-Unis et l'Union soviétique au bord de l'anéantissement total.
En 1963, Munch s'inquiète du retard de la composition et presse Bernstein de la finir pour janvier 1964, date à laquelle il doit devenir chef invité de l'Orchestre symphonique de Boston. Bernstein y travaillait pourtant régulièrement, malgré sa charge de travail à l'Orchestre philharmonique de New York, le décès de sa belle-mère et un déménagement vers une nouvelle maison dans le Connecticut en juin 1963.
Bernstein avait d'abord l'intention d'utiliser des poèmes écrits pour lui par Robert Lowell — emprisonné pendant la Seconde Guerre mondiale pour objection de conscience —, mais ceux-ci semblaient ne pas avoir l'impact dramatique nécessaire. Il se tourne alors vers un jeune poète juif, Frederick Seidel, dont il dira plus tard qu'il est le genre de personne écrivant un mot une semaine et l'effaçant la semaine suivante. Il décide alors d'écrire le texte lui-même, prenant pour point de départ le kaddish (araméen : saint ; hébreu : קדיש), hymne hébraïque de louange à Dieu écrit en araméen et originellement destiné à clore les cours dispensés dans les synagogues et les maisons d'études (yeshiva). L'usage de réciter le kaddish s'était étendu à d'autres occasions, notamment dans le cadre de la liturgie, et était devenu la prière des personnes en deuil. Le dernier verset, seul rédigé en hébreu biblique et qui date donc d'une autre période, représente une paisible prière pour la paix (sh'lama ou shalom). Ce sont donc la louange et la paix — et non la mort — qui constituent les deux traits essentiels du texte.
Bernstein interpole le kaddish avec sa propre réflexion sur la foi :

« Ce n'est pas seulement la foi qui manque à l'homme, mais toute une série de valeurs essentielles qui, autrefois, le rendaient vraiment humain et sans lesquelles, aujourd'hui, il ne peut plus vivre et agir que comme un automate privé de vie. Tant de jeunes disparaissent encore à cause de luttes raciales, de la drogue, des crises d'identité ! Pourquoi ? Ils ignorent ce qu'est l'amour, et c'est pourquoi ils ne cessent de le nier ! Si l'amour manque à l'homme, la foi ne tardera pas à lui manquer aussi. L'homme d'aujourd'hui n'est plus attiré par une force supérieure, parce qu'il a perdu l'amour de Dieu, dont l'on distrait les mythes et les fausses croyances qu'il a lui-même créés. Dans ma symphonie « Kaddish » et dans Mass, j'ai essayé d'exprimer ce manque de foi, en vivant de manière intense ce déchirement entre l'homme et son Dieu, en reconnaissant toujours à l'homme la possibilité de se rapprocher de Dieu. »

— Leonard Berstein, entretiens avec Enrico Castiglione (1989, 1991)
En préparant son texte, Bernstein se questionne sur l'agressivité des paroles mais n'a aucune intention blasphématoire. En effet, la tradition juive a toujours accepté que des philosophes en quête de vérités puissent les trouver en doutant de Dieu. C'est en particulier les cas du mouvement hassidique auquel son père avait appartenu. Dans ses notes pour le premier enregistrement de la symphonie, Jack Gottlieb, l'assistant de Bernstein, fait allusion aux sentiments du compositeur pour cette « particulière judéité de cette relation homme-Dieu […] qui permet de dire à Dieu des choses qui sont presque inconcevables dans d'autres religions ».
Bernstein travaille à sa symphonie avec acharnement durant l'été 1963 et termine l'écriture vers la mi-août mais sans orchestration. Le 22 novembre 1963, alors qu'il prépare un de ses concerts pour la jeunesse, il apprend l'assassinat du président Kennedy qu'il admirait. Après avoir dirigé un concert à sa mémoire et terminé l'orchestration, il lui dédie la symphonie.
En 1977, Bernstein révise sa symphonie. « Je n'étais pas satisfait de l'original où il y avait trop de paroles. La composition est demeurée la même pour l'essentiel, elle est seulement meilleure ; elle est devenue plus resserrée et plus brève. J'ai effectué quelques coupure, réécrit quelques passages musicaux et une grande partie du texte parlé. » La version originale était de fait destinée à une récitante car le texte parlé citait le Cantique des cantiques (2:1): « Ani havatzelet hasharon » (hébreu: Je suis le narcisse de Saron). « L'idée initiale était d'avoir une femme, parce qu'elle représentait das Ewig-Weibliche [l'éternel féminin], cette partie de l'être humain que Dieu conçoit intuitivement. Mais je réalisai par la suite que cela représentait une trop grande limitation. » La nouvelle version  est rédigée de telle façon  à ce qu'elle puisse être récitée aussi bien par un homme que par une femme. La nouvelle version est publiée en 1980.
Toujours insatisfait du texte parlé, Bernstein demande à son ami Samuel Pisar d'écrire un texte alternatif en relation avec son expérience personnelle de la Shoah. Ce n'est que dix ans après la mort de Bernstein que Pisar termine son poème intitulé Un dialogue avec Dieu et il est créé en 2003. Depuis, les ayants droit de Bernstein n'autorisent la représentation de cette version que lorsque Pisar en est le récitant.
En 2003 également, Jamie Bernstein, la fille de Leonard Bernstein, donne sa propre version du texte parlé.

## Création et réception
En raison de la nature juive de l'œuvre, Bernstein souhaite que la création ait lieu en Israël et l'Orchestre symphonique de Boston renonce à ses droits sur la première. Inquiet que la nature controversée du texte puisse heurter, Bernstein prend contact avec l'Orchestre philharmonique d'Israël et offre de retirer l'œuvre si elle devait causer des problèmes. Le directeur de l'orchestre, Abe Cohen, le rassure par le fait que des experts en littérature et en philosophie hébraïque n'ont rien trouvé d'offensant dans le texte, ajoutant que des précédents similaires avaient existé. Les paroles sont alors traduites en hébreu et la symphonie est donnée en première mondiale le 10 décembre 1963 à Tel Aviv avec l'actrice Hannah Rovina comme récitante et Jennie Tourel comme soprano, dirigés par le compositeur.
En Israël, la presse réserve à la symphonie « un accueil enthousiaste (à une exception près) en dépit des nombreux obstacles qu'avait rencontré l'exécution. […] les “blasphèmes supposés” furent reconnus comme faisant partie de la pensée juive par plusieurs critiques, entre autres par un écrivain aussi éminent que Max Brod. »
La première américaine a lieu le 10 janvier 1964 par l’Orchestre symphonique de Boston sous la direction de Charles Munch avec Jennie Tourel en soprano et Felicia Montealegre, l’épouse de Bernstein, récitant le texte en anglais. La critique américaine est mitigée, certains attaquant Bernstein pour « vulgarité », « clichés » et une musique peu originale. « Contre toute attente, certains auteurs américains prirent ombrage de ces mêmes irrévérences, notamment de ce que l'image du Seigneur fût souillée par une accusation telle que Tin God (croque-mitaine) ». Harold Rogers, le critique du Christian Science Monitor (un des journaux américains de premier plan) est un de ceux qui réagirent favorablement, décrivant le compositeur comme à son meilleur; le critique du New York World Telegram et du Sun, Louis Biancolli, qui avait presque toujours soutenu Bernstein, écrivait « une gigantesque impulsion d'intégrité palpite à travers elle »; cependant, Alan Ric, du Herald-Tribune suggère que le titre de kaddish pourrait être remplacé par houtzpah (חֻצְפָּה, insolence, audace, impertinence); le magazine Time écrit que Bernstein est « le désespoir de l'orgueilleux » .
La version révisée de 1977 est créée le 25 août 1977. Elle est créée en France en 1995 à la salle Pleyel à Paris par le Chœur et Orchestre des Grandes Écoles (COGE) dirigé par Michel Podolak, avec Mickael Lonsdale en récitant et Mari Kobayashi en soliste.
L'Orchestre symphonique de Paris, sous la direction de John Axelrod, interprète la troisième symphonie sur le texte inédit de Samuel Pisar lors du concert de l'UNESCO 2009 à l'occasion de la Journée internationale de commémoration en mémoire des victimes de l'Holocauste, le 26 janvier 2009.

## Orchestration
La version révisée de 1977 est orchestrée comme suit:
- récitant (homme ou femme)
- soprano solo
- chœur mixte (SATB)
- Chœur de garçons
- orchestre:
  - 4 flûtes (3e doublant la flûte alto, 4e doublant le piccolo), 2 hautbois, cor anglais, saxophone alto, clarinette en mi bémol, 2 clarinettes en si bémol et en la, clarinette basse en si bémol, 2 bassons, contrebasson
  - 4 cors, quatre trompettes en do (4e trompette doublant celle en ré), 3 trombones, tuba
  - 5 timbales, 4 percussionnistes jouant : vibraphone, xylophone, glockenspiel, batterie (caisse claire, tambour militaire, caisse roulante), grosse caisse, tambour à main israélien, 2 cymbales suspendues, 1 cymbale crash, cymbales à main, cymbales antiques (en mi, sol, si, do), tam-tam, 3 bongos, 3 temple blocks, wood-blocks, blocs de papier de verre, râpe, fouet, rochet, triangle, maracas, claves, tambourins, carillons
  - harpe, piano, célesta
  - cordes composées de premier et second violons, altos, violoncelles et contrebasses.

## Analyse
Dans la version révisée de 1977, le kaddish est chanté trois fois : la première de manière angoissée ; la seconde à la manière d'une paisible berceuse par la soprano solo et le chœur de femmes ; la troisième de manière jubilatoire. Le récitant relie ces trois occurrences.
I. Invocation, Adagio (~3 min 00 s) — Kaddish 1, L'istesso tempo - Allegro molto (~5 min 00 s)
La symphonie s'ouvre sur une Invocation où le récitant interpelle tendrement son « père » (i.e. Dieu) rejeté et méprisé par ses propres enfants. Il annonce rapidement que cette prière est pour lui-même car la mort peut survenir à tout moment. Bernstein introduit deux des principaux motifs de l'œuvre entière ainsi qu'un des thèmes les plus importants.
Le récitant énonce les premiers mots de la prière. Le chœur chante alors pour la première fois les paroles de la prière, sur des rythmes syncopés et par-dessus une musique très percussive qui se transforme brusquement en un violent allegro. Cet épisode atteint une certaine cacophonie qui n'est arrêtée que par des Amen hurlés par le récitant qui appelle Dieu à mettre de l'ordre dans ce chaos.
II. Din-Torah, Di nuovo adagio (~6 min 00 s) — Kaddish 2, Andante con tenerezza (~8 min 15 s)
Le second mouvement commence par un Din-Torah (« épreuve par la loi divine »). À la place du jugement de Dieu, c'est Dieu qui est jugé par le récitant qui lance de violentes accusations contre lui. Avec le chœur murmurant en arrière-plan, le récitant, qui est la voix intérieure de l'humanité, s'adresse à Dieu avec une certaine furie respectueuse et l'accuse de permettre à l'homme de devenir violent, armé « d'un feu nouvellement découvert, avide de mort » — allusion aux bombardements des villes pendant la Seconde Guerre mondiale et la destruction d'Hiroshima par la bombe atomique. Dieu doit en être tenu responsable. Le récitant crie après Dieu qui a trahi l'humanité, « Tu demandes la foi ; où est la tienne ? […] Ton Alliance, ton marché avec les hommes ! Dieu impuissant ! Ton marché est bidon ! » Au plus fort de cet épisode tourmenté est introduite une nouvelle série de sons qui fait l'objet d'un ample développement. Une section grotesque, relevant presque de la musique de jazz (avec des Amen choraux remplis d'angoisse) conduit à un cri encore plus désespéré qui éclate au sein d'une chaotique cadence chorale à huit voix. Soudain calme, le récitant s'excuse auprès de Dieu, proposant même de le consoler, de le « bercer jusqu'à l'endormissement. »
Le Kaddish 2 est une tendre berceuse pour soprano solo qui offre à Dieu la consolation de la déception que lui inspirent ses créatures. Le récitant invite alors Dieu à se reposer, à dormir, à rêver. « Laisse-moi inventer ton rêve, le rêver avec toi, aussi tendrement que possible. Et peut-être qu'en rêve je pourrai t'aider à recréer ton image et l'aimer à nouveau. »
III. Kaddish 3. Scherzo, Presto scherzando, sempre pianissiomo (~4 min 40 s) — Finale, Adagio come nel Din-Torah (~2 min 45 s) — Allegro vivo con gioia (~10 min 00 s)
Le Scherzo qui introduit le troisième mouvement est la « croix » de la symphonie. Toutes les idées musicales y sont soumises à diverses sortes de traitement, ce qui crée une texture servant de fond à une séquence onirique durant laquelle le récitant se substitue à Dieu et le force (en rêve) à renouveler sa foi en l'homme. Il admoneste d'abord Dieu pour des cieux qui n'existent pas puis l'invite à “revenir sur terre” dans un monde « où la souffrance est possible, si possible que tu y croiras. Et dans la souffrance tu reconnaîtras finalement ton image. » Dans un retournement intéressant, le récitant évoque le Livre de l'Exode (récit fondateur des Hébreux), notamment les miracles du buisson ardent et de l'eau miraculeuse du rocher d'Horeb, et fait à sa création, Dieu, la promesse d'une Alliance avec l'humanité. C'est donc l'humanité, et pas Dieu, qui est le sujet de kaddish. En colère et triomphant bruyamment, le récitant déclare : « Béni … et sanctifié … soit le glorieux nom de l’homme ! »; après avoir montré à Dieu les problèmes du monde, il le supplie de croire en l'humanité.
Immédiatement après ce climax commence le Kaddish 3, clamé fortissimo par le chœur de jeunes garçons. Le récitant plaide auprès de Dieu/l'humanité de croire en lui-même, « et tu verras le royaume des cieux sur terre, comme tu l'as prévu. » La musique poursuit par des variations sur le kaddish chanté par les enfants et, sur une musique sombre bien que sereine, le récitant annonce le retour à la réalité du présent : « Il faut nous éveiller maintenant et l'aube est fraîche. »
Lorsque Dieu et l'homme sortent de leur rêve, l'attaque du Finale apporte le choc de la réalité. Cette ultime confrontation se résout dans la méditation finale du récitant où s'établit une relation nouvelle, plus approfondie, avec Dieu : « Ô mon père, seigneur de la lumière. Majesté bien-aimée : mon image, mon moi-même ! Nous sommes finalement unique, toi et moi : nous souffrons ensemble, nous vivons ensemble. Et nous nous recréerons éternellement. Recréerons, nous nous recréerons ! Nous souffrirons l'un l'autre et nous nous recréerons ! ». Ce renouveau de foi est célébré au sein d'une fugue débordante d'allégresse pour toutes les forces vocales (constituant la conclusion de Kaddish 3) présentant des allusions thématiques, qui proviennent de l'œuvre entière et ponctuent les Amen finaux. Bien qu'il y ait une résolution à la lutte, la musique ne finit pas triomphante et grandiose ; l'accord final est dissonant, ce qui suggère que tout n'est pas encore rentré dans l'ordre et qu'il reste des choses à accomplir.

## Discographie
- New York Philharmonic, Columbus Boychoir, Camerata Singers, Jennie Tourel (soprano), Felicia Montealegre (récitante), dirigés par Leonard Bernstein (version originale de 1963 — Columbia Masterworks, Stereo KS 6605, 1965).
- Orchestre philharmonique d'Israël, le Wiener Jeunesse-Chor, Montserrat Caballé et Michael Wager (récitant) dirigés par Leonard Bernstein (Deutsche Grammophon 447 954-2, 1977).
- Orchestre Philharmonique de Radio France, Chœur de Radio France, Karita Mattila (soprano) et Yehudi Menuhin (récitant) dirigés par Yutaka Sado (Erato 2564 69655-6, 1999).
- Royal Liverpool Philharmonic Orchestra, Royal Liverpool Philharmonic Choir, Liverpool Cathedral Choir et Liverpool Philharmonic Youth Choir, Yvonne Kenny (soprano) et Willard White (récitant) dirigés par Gerard Schwarz (Naxos 8559456, 2006)
- BBC Symphony Orchestra, London Oratory School, Jamie Bernstein (récitante), Clare Loosley (soprano) dirigés par Leonard Slatkin (Chandos CHSA 5028, 2004).
- Luzerner Sinfonieorchester, Staats- und Domchor Berlin, Samuel Pisar (récitant), Abbie Furmansky (soprano) dirigés par John Axelrod (Nimbus NI5807, 2008)